# Замглайська болотна система
Замгла́й — болотна система у Ріпкинському і Городнянському районах Чернігівської області, на північно-східній околиці містечка Ріпки. Розташоване на межиріччі Дніпра і Десни. Являє собою заболочене дно давньої широкої долини Дніпра.
Простягається з північного заходу на південний схід на 25 км. Загальна площа близько 10 тисяч гектар, у тому числі з торфовим покладом — 8,3 тис. га (одна за найбільших в Україні болотних систем). Виділяють болота:
- Паристе;
- Північний Замглай;
- Центральний Замглай;
- Південний Замглай.

Центральний Замглай лежить на вододілі, його абсолютна висота 120 м. Північний Замглай дренується річкою Вир, Південний — Замглаєм. Живлення — за рахунок поверхневих та ґрунтових вод. Знижені заболочені ділянки чергуються з піщаними підвищеннями.
У природному стані рослинний покрив Замглаю складався з осоково-гіпнових ценозів у комплексі з чагарниками та вільшняками. Унаслідок проведення меліорації рослинність масиву трансформувалася. Болотні угруповання збереглися у найбільш зволожених місцях, на підвищеннях сформувалися торф'янисті луки і похідні рідколісні угруповання з переважанням берези. Частина масиву зайнята агроценозами.
Пересічна глибина торфового покладу на заході 1,6 м, маскимальна — 6 м, на Паристому болоті відповідно 7,8 м та 1,3 м. Вид покладу переважно багатошарово-драговинний з шарами осоково-гіпнового, осокового та очеретяного торфів, подекуди трапляється лісодраговинний поклад з шаром вільхового торфу.
Центральна частина Замглаю використовується для видобування торфу, північно-західна — як пасовища та сіножаті.